# Oliver Cooper
Oliver J. Cooper (nascido em 2 de dezembro de 1988) é um ator americano. Ele começou sua carreira atuando em curtas-metragens em 2010, e é mais conhecido por seus papéis como Costa no Projeto X e como Levon da série de televisão Californication.

## Biografia
Cooper nasceu em Sylvania Township, Condado de Lucas, Ohio, onde assistiu Sylvania Northview High School. Ele cresceu com seus pais, Wendy e Mike, e dois irmãos mais velhos, um irmão e uma irmã (Nikki). Aos dezessete anos, Cooper apresentou comédia em Toledo. Depois do ensino médio, ele freqüentou a Arizona State University por um ano. Ele então abandonou a faculdade para prosseguir sua carreira de ator em Los Angeles.

## Carreira
Na idade de 20, Cooper foi oferecido um dos papéis principais no filme Project X. Ele, Thomas Mann e Jonathan Daniel Brown foram três atores desconhecidos quando elenco no filme. No entanto, Mann teve um papel no filme indie É tipo de uma história engraçada. Cooper conseguiu a audição por causa de seu amigo, Shaun Weiss.  Além, para seu papel no Projeto X, foi nomeado para dois prêmios de MTV. 
Em 2013, ele apareceu no filme Runner, Runner.

## Vida pessoal
As inspirações de Cooper são Bill Murray, Robin Williams e John Goodman. Cooper viveu com sua tia, quatro cães, e três primos,  e agora vive em Pasadena, Califórnia. Oliver atribui seu humor a seu pai, Mike, como influenciado por seu mentor, Fred Treuhaft.

## Filmografia

### Filme
| Ano  | Filme                                       | Papel                 |
| ---- | ------------------------------------------- | --------------------- |
| 2010 | Weekend Dad (Curta)                         | Rex                   |
| 2011 | Rick White (Curta)                          | Rick                  |
| 2012 | Marriage Drama with Virginia Madsen (Curta) | Dusty/Steve           |
| 2012 | Project X                                   | Costa                 |
| 2013 | The Hangover Part III                       | Atendente da farmácia |
| 2013 | Runner Runner                               | Andrew Cronin         |
| 2013 | Four Dogs                                   | Oliver                |
| 2014 | Burying the Ex                              | Travis                |
| 2015 | Mojave                                      | Nick                  |
| 2016 | Office Christmas Party                      | Drew                  |
| 2018 | The Front Runner                            | Joe Trippi            |
| 2021 | Ghostbusters: Afterlife                     | Elton                 |

### Televisão
| Ano       | Série              | Papel                        | Notas                       |
| --------- | ------------------ | ---------------------------- | --------------------------- |
| 2014      | Californication    | Levon                        | 11 episódios                |
| 2014-2017 | Red Oaks           | Wheeler                      | 25 episódios                |
| 2016      | MacGyver           | Ralph                        | Episódio: "Awl"             |
| 2017      | The Goldbergs      | Outro Adam                   | Episódio: "The Kara-te Kid" |
| 2017      | White Famous       | TMZ Guy                      | Episódio: "Scandal"         |
| 2019      | Valley of the Boom | Todd Krizelman               |                             |
| 2019      | Mindhunter         | David “Son of Sam” Berkowitz | Episódio #2.2               |

## Web Séries
| Ano  | Série     | Papel          | Notas |
| ---- | --------- | -------------- | ----- |
| 2017 | Good Game | Steamin' Semen |       |

## Prêmios e Indicações
| Ano  | Prêmio          | Categoria                             | Trabalho  | Result   |
| 2012 | MTV Movie Award | Melhor Desempenho em Filme de Comédia | Project X | Indicado |
| 2012 | MTV Movie Award | Melhor Vilão                          | Project X | Indicado |
| ---- | --------------- | ------------------------------------- | --------- | -------- |